# Dipsacus asper
Dipsacus asper är en tvåhjärtbladig växtart som beskrevs av Nathaniel Wallich. Dipsacus asper ingår i släktet kardväddar, och familjen Dipsacaceae. Inga underarter finns listade i Catalogue of Life.